# باي سيف
باي سيف المحدودة Paysafe Limited (المعروفة سابقًا باسم Optimal Payments PLC ) هي شركة مدفوعات عبر الإنترنت متعددة الجنسيات. تقدم المجموعة خدمات تحت العلامة التجارية Paysafe والعلامات التجارية الفرعية التي أصبحت جزءًا من المجموعة من خلال العديد من عمليات الدمج والاستحواذ ، وأبرزها نتللر Neteller و سكريل  سكريل و باي سيف كاش Paysafecash و باي سيف كارد  paysafecard .
يقع المقر الرئيسي لشركة Paysafe ، التي يقع مقرها القانوني في برمودا ، في المملكة المتحدة .، وتمتلك العديد من شركات مجموعة Paysafe عددًا من التراخيص من جهات تنظيمية وطنية ودولية مختلفة بما في ذلك لجنة الأوراق المالية والبورصات الأمريكية وهيئة السلوك المالي .
وتم إدراج الشركة في بورصة لندن وكانت أحد مكونات مؤشر FTSE 250 حتى تم الاستحواذ عليها من قبل مجموعة من مجموعة بلاكستون و CVC Capital Partners في ديسمبر 2017. تم إدراج Paysafe بعد ذلك في بورصة نيويورك للأوراق المالية في 31 مارس 2021 (شريط الأسهم PSFE) بعد الاندماج مع شركة الاستحواذ ذات الأغراض الخاصة Foley Trasimene Acquisition Corp II.

## تاريخ
تم تشكيل الشركة من مزيج من الشركات  Neteller PLC و Netbanx Ltd و Optimal Payments Limited. حيث تأسست Netbanx في عام 1996 ،  وتأسست  Optimal Payments في عام 1997 ،  ثم تاسست  Neteller في عام 1999.  و في أبريل 2004 ، جمعت شركة Neteller PLC حوالي 70 مليون دولار في طرحها العام الأولي (IPO) في بورصة لندن.
في نوفمبر 2005 ، استحوذت شركة Neteller PLC على شركة Netbanx Ltd. و في نوفمبر 2008 ، أعادت Neteller PLC تسمية نفسها إلى Neovia Financial PLC. ثم في فبراير 2011 ، استحوذت Neovia Financial PLC على Optimal Payments of Montreal ، كندا. في الشهر التالي ، غيرت Neovia Financial PLC اسمها إلى Optimal Payments PLC. في أوائل عام 2012 ، تم الكشف عن عملية الاستحواذ على أنها استحواذ عكسي مع تطهير عدد من الإدارة العليا إلى جانب رئيس مجلس الإدارة.
في يوليو 2014 ، وسعت Optimal Payment PLC مصالحها في الولايات المتحدة من خلال شراء شركة Meritus Payment Solutions ، وهي شركة معالجة مدفوعات مقرها كاليفورنيا ، وشراء شركة  Global Merchant Advisors، Inc. في الولايات المتحدة في صفقة تزيد قيمتها عن 235 مليون دولار. ثم في مارس 2015 ، كشفت شركة Optimal Payments PLC أنها ستستحوذ على مجموعة سكريل المنافسة ، بما في ذلك مزود القسائم المدفوعة مسبقًا المعروفة بشركة  paysafecard ، مقابل رسوم تبلغ حوالي 1.1 مليار يورو.
ثم في نفس العام ، تم تغيير اسم Optimal Payments إلى Paysafe Group.
انتقلت الشركة إلى السوق الرئيسي لبورصة لندن في ديسمبر 2015. في 25 نوفمبر 2016 ، قامت Paysafe Group ، مالكة Neteller و سكريل ، بتقييد استخدام Net + Prepaid MasterCard في البلدان الواقعة في منطقة المدفوعات الأوروبية الموحدة (SEPA). ترك هذا المستخدمين في أكثر من 100 دولة غير قادرين على سحب النقود من أجهزة الصراف الآلي ، والتي لم تترك أي خيار سوى إجراء عمليات شراء مع شركاء تاجر Neteller / سكريل أو تحويل الأموال إلى حساب مصرفي.
في أغسطس 2017 ، تم الإعلان عن بيع شركة Paysafe إلى كونسورتيوم من شركات The مجموعة بلاكستون و CVC Capital Partners مقابل 2.96 مليار جنيه إسترليني ،  مما يجعلها أكبر عملية استحواذ مدعومة بالأسهم الخاصة على شركة مدرجة في لندن منذ الأزمة المالية في 2007-2008 . و تمت الموافقة على الاستحواذ من قبل المفوضية الأوروبية في 22 نوفمبر 2017. و في 21 ديسمبر 2017 ، تم شطب Paysafe من بورصة لندن.
في أبريل 2019 ، مع احتمال الانسحاب المرتقب للمملكة المتحدة (المملكة المتحدة) من الاتحاد الأوروبي ، بما يسمى " Brexit " ، أعلنت شركة Paysafe Group عن خططها لمنع أي آثار سلبية على عملائها وتجارها. ومنذ دخول خروج بريطانيا من الاتحاد الأوروبي حيز التنفيذ ، قامت الشركة بتحويل أعمالها في المنطقة الاقتصادية الأوروبية ( EEA ) إلى شركات مجموعة مسجلة حديثًا ومقرها أيرلندا ، وهي شركة Paysafe Payment Solutions Limited  و Paysafe Prepaid Services Limited. كل شركة مرخصة ومنظمة كمؤسسة مالية إلكترونية من قبل منظم الخدمات المالية الأيرلندي ، البنك المركزي الأيرلندي .
في يوليو 2020 ، أُعلن أن شركة Paysafe اشترت بوابة الدفع Openbucks مقابل مبلغ لم يكشف عنه من المال. وتم الإعلان عن أن فريق Openbucks سيصبح جزءًا من مجموعة حلول eCash للشركة الأم.
في ديسمبر 2020 ، أعلنت الشركة أنها دخلت في اتفاقية نهائية للاندماج مع شركة الاستحواذ ذات الأغراض الخاصة ، Foley Trasimene Acquisition Corp ، في صفقة بقيمة 9 مليارات دولار أمريكي.
في أبريل 2022 ، أعلنت Paysafe عن شراكة جديدة مع شركة تمويل السيارات Exeter Finance ومقرها الولايات المتحدة ، مما يسمح بدفع مدفوعات eCash لقروض السيارات الأمريكية.
في نفس الشهر ، أعلنت الشركة أيضًا أن بروس لوثرز سيحل محل فيليب ماكهيو كرئيس تنفيذي ومدير تنفيذي اعتبارًا من 1 مايو 2022.

## منتجات وخدمات
تقدم الشركة المنتجات والخدمات التالية:
- نتللر Neteller هي خدمة نقود إلكترونية / محفظة رقمية تتيح للمستهلكين إضافة الأموال وسحبها وتحويلها من وإلى التجار والأشخاص الآخرين.[39] إن بطاقة الدفع المسبق Net + المتوفرة بثماني عملات مخصصة أساسًا للاستخدام مع Neteller وهي مقبولة كبطاقة دفع MasterCard عادية.[40]
- سكريل هو منتج يسمح بإجراء المدفوعات والتحويلات المالية عبر الإنترنت ، مع التركيز على التحويلات المالية الدولية منخفضة التكلفة.[41]
- paysafecard و Paysafecash هما طريقتان للدفع تسمحان للعملاء بإجراء المدفوعات عبر الإنترنت دون استخدام معلومات حساب مصرفي أو بطاقة ائتمان.[42][43]
- Income Access هي شركة تابعة للتسويق ومزود ذكاء الأعمال.[44]

## رعاية
كانت Optimal Payments الراعي الرسمي لنادي Crystal Palace لكرة القدم لموسمي 2014/15 و 2015/16 ، مع ظهور شعار نيتيلر على قمصان الفريق.
في فبراير 2018 ، أُعلن أن Paysafe سوف ترعى السيارة رقم 19 Dale Coyne Racing Honda ، التي يشاركها Zachary Claman DeMelo و Pietro Fittipaldi ، في سلسلة سيارات Verizon IndyCar لعام 2018 .

## روابط خارجية
- الموقع الرسمي